# Hornera frondiculata
A Hornera frondiculata a valódi mohaállatok (Stenolaemata) osztályának a Cyclostomatida rendjébe, ezen belül a Horneridae családjába tartozó faj.

## Előfordulása
A Hornera frondiculata előfordulási területe az Észak-Atlanti-óceán portugáliai és spanyolországi partmentéin van. Valószínűleg a Földközi-tenger legnyugatibb részén is megtalálható.